# 赭麓街道
赭麓街道，是中华人民共和国安徽省芜湖市镜湖区下辖的一个乡镇级行政单位。

## 行政区划
赭麓街道下辖以下地区：
弋江中路社区、西洋里社区、杨子新村社区、建杨社区、车站社区、汀苑社区和中国（芜湖）旅游商品经济园区社区。